# Philippe-Sigismond de Brunswick-Wolfenbüttel
Philippe-Sigismond de Brunswick-Wolfenbüttel (1er juillet 1568 à Hessen am Fallstein – 19 mars 1623 à Iburg), fils de Jules, duc de Brunswick-Lunenburg et prince de Wolfenbüttel et d’Edwige de Brandebourg, il est un administrateur luthérien de la principauté-évêché de Verden(1586-1623) et de la principauté épiscopale d'Osnabrück (1591–1623).